# Picumne de l'Orénoque
Picumnus pumilus
Espèce
Statut de conservation UICN

 LC  : Préoccupation mineure
Le Picumne de l'Orénoque, Picumnus pumilus, est une espèce d'oiseaux de la famille des Picidae (sous-famille des Picumninae), dont l'aire de répartition s'étend sur la Colombie, le Venezuela et le Brésil.